# ポークビーンズ

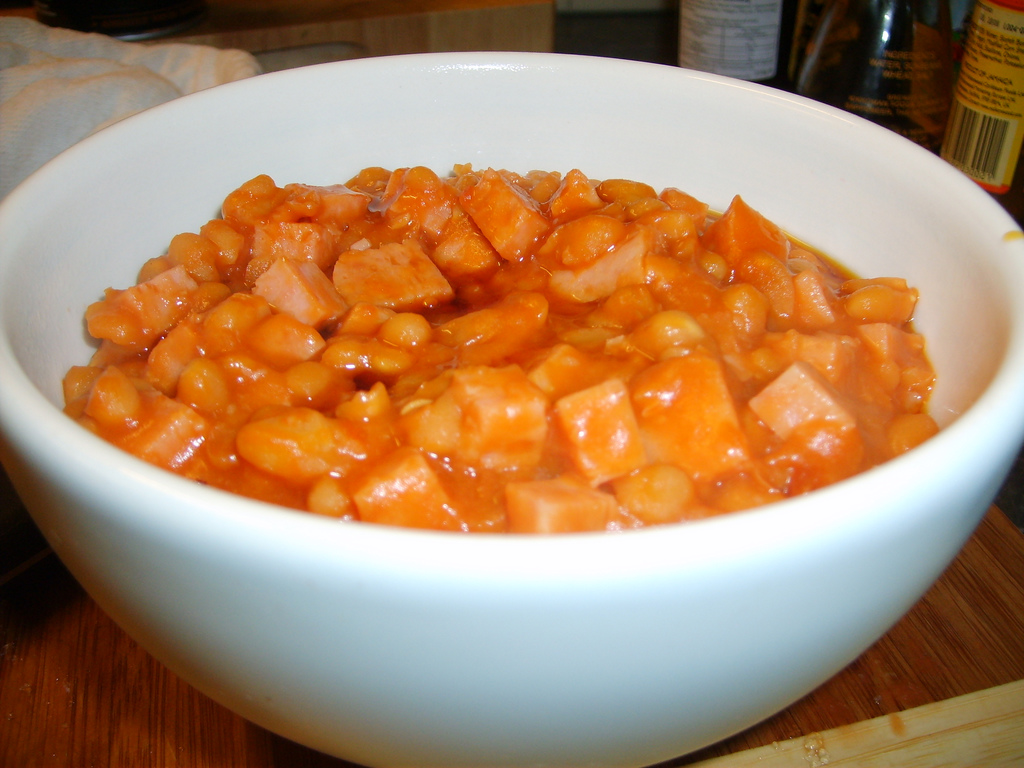
ポークビーンズ

ポークビーンズ（英: Pork and beans）は、豚肉と豆を主な材料としたトマト味の煮込み料理。アメリカの代表的な家庭料理である。豚肉のかわりにベーコンが使われることも多い。

## 缶詰のポークビーンズ
アメリカでは缶詰のポークビーンズがよく食べられている。ポークビーンズの缶詰が最初に登場した時期と地域は不明だが、料理自体は19世紀半ばまでにはアメリカの食事として定着していた。1832年の料理本「The American Frugal Housewife」では、豆、塩豚、胡椒の3つだけを材料にしたレシピを紹介している。缶詰のポークビーンズはアメリカでは1880年頃に発売されるようになった。1975年出版の『ベター・ホームズ・アンド・ガーデンズ版 伝統料理レシピ集 (Better Homes and Gardens Heritage Cookbook)』によれば、缶詰のポークビーンズは最初の調理済み食品であった。
今日、ポークビーンズの缶詰はアメリカの缶詰の定番として一般に認められている。
アメリカのポークビーンズの缶詰のレシピは会社ごとに少しずつ異なるが、通常は、トマトソース、シロインゲンマメ、小さな塩豚または豚脂から作られている。調理された後は、密閉された缶に詰められ保存のために熱で処理される。